# John Pettersson
John Pettersson (ur. 11 września 1886, zm. 12 października 1951) – szwedzki trener piłkarski. W latach 1921-1936 był selekcjonerem reprezentacji Szwecji. W latach 1908-1951 był prezesem klubu Helsingborgs IF.

## Kariera trenerska
W latach 1921-1936 Pettersson był selekcjonerem reprezentacji Szwecji. Na tym stanowisku zastąpił Antona Johansona. W 1936 roku poprowadził kadrę Szwecji na igrzyskach olimpijskich w Berlinie. Po tym turnieju został zastąpiony przez Carla Lindego.